# 정왕체육공원
정왕체육공원(正往體育公園, Jeongwang Sports Park)은 대한민국 경기도 시흥시에 있는 스포츠 시설 단지이다. 시흥육상경기장, 야구장, 배드민턴장, 테니스장 등의 시설이 갖춰져 있다.

## 참고 문헌
- 〈정왕체육공원〉. 《한국향토문화전자대전》. 한국학중앙연구원.[깨진 링크(과거 내용 찾기)]

## 같이 보기
- 시흥육상경기장